# Antonella Elia
Antonella Elia, italijanska igralka, * 1. november 1963, Torino.